# Allgemeine deutsche Musikzeitung
Die Allgemeine deutsche Musikzeitung (Untertitel: Wochenschrift für die Reform des Musiklebens der Gegenwart) war eine musikalische Fachzeitschrift, die 1874 bis 1884 zunächst in Leipzig und Kassel, dann in Berlin-Charlottenburg erschien. In den ersten Jahren hieß sie Allgemeine Deutsche Musik-Zeitung – Wochenschrift für das gesammte musikalische Leben der Gegenwart.
Schriftleiter von 1878 bis 1881 war der Komponist Wilhelm Tappert, ein „Verteidiger der neudeutschen Schule“; Eigentümer und Schriftleiter von 1881 bis 1884 war der Komponist Otto Leßmann, auch er „in fortschrittlichem Sinn“ tätig. Zu den regelmäßigen Mitarbeitern gehörten der Musikschriftsteller Heinrich Reimann, der Organist und Musikschriftsteller Albert Heintz (zuständig für das Thema „Richard Wagner“), die Komponistin Luise Adolpha Le Beau sowie Hans von Bülow, dessen Skandinavische Concertreiseskizzen von April bis Mai 1882 veröffentlicht wurden.
1885 ging die Allgemeine deutsche Musikzeitung in der Allgemeinen Musikzeitung auf, weiterhin mit Otto Leßmann in leitender Doppelfunktion.